# Leash
 (décembre 2023).
Si vous disposez d'ouvrages ou d'articles de référence ou si vous connaissez des sites web de qualité traitant du thème abordé ici, merci de compléter l'article en donnant les références utiles à sa vérifiabilité et en les liant à la section « Notes et références ».
Le leash (mot anglais signifiant « laisse ») est un accessoire utilisé en sport de glisse pour relier le pratiquant à sa planche. Il lui permet de garder un certain contrôle en cas de chute, facilitant sa récupération et protégeant les autres pratiquants.

## Description
Les leashs de surf modernes sont composés d'une filin en uréthane ayant une certaine élasticité pour une action d'amortissement, car quand le surfeur tombe la vague continue, parfois avec violence, à entraîner la planche. À la première extrémité est reliée une bande de velcro cousue sur un morceau de néoprene qui s'attache au pied arrière du surfeur (ou au poignet ou bras du bodyboardeur), suffisamment large pour ne pas blesser le surfeur lors des fortes tractions exercées. De l'autre côté, une autre bande velcro cousue sur une sangle, ou une simple garcette, est reliée à la planche. En stand up paddle les leashs sont généralement plus longs, ils sont souvent attachés au mollet pour ne pas gêner les déplacements sur la planche. Dans tous les cas, les leashes ont 1 ou 2 émerillons. Ces émerillons permettent à la corde urethane de rester droite et ne pas s'enrouler autour des pieds
En kite surf deux leashs peuvent être utilisés. Un leash d'aile et un leash de planche.
Le leash de planche, pour des raisons de sécurité, ne doit pas avoir d'élasticité. Le rebond de la planche de kite restée liée au pratiquant lors de la chute est une cause d'accident fréquente et une des raisons obligeant à porter un casque. Ces leashs sont souvent constitués d'une sangle et d'un système d'enrouleur à frein et rattrapage automatique. Les leashs de planche sont plutôt réservés aux débutants n'ayant pas encore l'aptitude à récupérer leur planche à la nage tout en contrôlant la dérive due à leur aile. Certaines écoles refusent d'en faire usage du fait de cette dangerosité. Le leash de planche se fixe par des mousquetons, d'un côté à la planche et de l'autre au harnais de navigation.
Le leash d'aile continue à relier le pratiquant à son cerf-volant quand celui-ci n'est plus accroché au harnais et que la barre de contrôle est lâchée. Constitué d'un bout d'environ un mètre, deux mousquetons permettent de le fixer d'un côté aux lignes de l'aile, de l'autre au harnais. Il comporte un système de largage rapide permettant au pratiquent, en cas de situation dangereuse, de se désolidariser définitivement de l'aile.

## Historique
À la naissance du surf, un surfer qui perdait sa planche lors d'une chute devait souvent nager un long moment vers le rivage afin de la retrouver. Les « planches fuyantes » (runaway boards) étaient très gênantes pour le surfeur ainsi qu'un danger pour les autres surfeurs. De plus, la planche pouvait se briser sur les rochers qui constituent le rivage de certains spots.

### Une invention française
C'est Georges Hennebutte inventeur français, qui eut l'idée en 1958 de relier la planche au surfeur. 
Il créa une chevillère à velcro reliée à la planche. 
Georges Hennebutte ne déposa pas de brevet mais une simple enveloppe Soleau pour son invention surnommée « fil à la patte ». Le leash reviendra quelques années plus tard en France, breveté et en provenance des États-Unis.

### Revendication américaine
En effet, un habitant de Santa Cruz (Californie), Pat O'Neill (le fils du célèbre Jack O'Neill inventeur de la marque O'Neill) est reconnu comme l'inventeur du leash de surf. Ses premiers modèles étaient réalisés avec des tubes chirurgicaux attachés à la planche avec  des ventouses.
Lors de la compétition internationale de surf de Malibu en 1971, Pat offrit des leashs à ses compétiteurs. Il fut disqualifié pour en avoir portés. Au cours de l'année suivante, le leash s'est répandu très rapidement à travers tout le monde du surf.
Le père de Pat perdit son œil à cause d'un leash. En effet, les tubes chirurgicaux utilisés dans les premiers modèles permettaient  au leash de trop s'étendre et la planche revenait alors très vite vers son propriétaire. Les modèles suivants furent mis au point en utilisant des matériaux moins extensibles comme des sandows.  
Aujourd'hui, les leashs sont fabriqués en uréthane.

## Critiques

### Avantages
Ne pas porter de leash peut s'avérer dangereux pour toute personne à proximité d'un surfeur non-attaché, sa planche pouvant être éjectée dans toute direction à tout moment et heurter le visage ou le corps d'une autre personne de plein fouet. Selon le docteur Guillaume Barucq spécialiste des blessures liées au surf: « Il n'est pas indispensable au surf. Mais c'est un dispositif de sécurité crucial, tant pour le surfeur que pour les personnes pouvant évoluer dans l'eau à proximité [...] Il faut préférer les leash épais, faire attention à prendre une corde suffisamment longue. »
Certaines plages rendent l'usage du leash obligatoire, obligation passable d'une amende si celle-ci n'est pas respectée (comme ici à Byron Bay en Australie).
Dans certains cas, le leash a été utilisé comme solution de fortune pour bloquer la circulation sanguine d'un surfeur mordu à la jambe par un requin, le temps d'amener la victime en soins intensifs.

### Défauts
Le leash a été la cause d'accidents et de noyades quand de grosses vagues, frappant sur fond rocheux ou de coraux (reef break), mènent le leash à s'accrocher au fond, retenant sous l'eau le surfeur qui ne parvient pas à retirer le leash à cause de la force du courant. Ce fut le cas par exemple pour le jeune mannequin Charles DeVoe en 2010.
Dans une étude parue en 2015 dans le Journal of hand injury sur les traumatismes de la main éprouvés par les surfeurs, 31 des 37 sujets observés s'étaient fracturés les os de la main avec le leash.
En juin 2022, à la suite d'un incident mortel impliquant un bas niveau d'eau et un leash s'étant coincé dans le fond rocheux, la plage de Bend Whitewater Park (Orégon, États-Unis) devient la première au monde à bannir l'usage du leash.